# Anolis pigmaequestris
Anolis pigmaequestris är en ödleart som beskrevs av  Garrido 1975. Anolis pigmaequestris ingår i släktet anolisar, och familjen Polychrotidae. Inga underarter finns listade i Catalogue of Life.